# Bonne av Bourbon
Bonne av Bourbon, född 1341, död 1402, var grevinna av Savojen 1355-1383 som gift med greve Amadeus VI av Savojen. Hon var Savojens regent i sin makes frånvaro 1366-1367, för sin son 1383, och som förmyndare för sin sonson Amadeus VIII av Savojen mellan 1391 och 1395.